# میخالنباخ
میخالنباخ (به آلمانی: Michaelnbach) یک منطقهٔ مسکونی در اتریش است که در ناحیه گرایسکیرچن واقع شده‌است. میخالنباخ ۱۲٫۱۶ کیلومتر مربع مساحت دارد ۳۹۴ متر بالاتر از سطح دریا واقع شده‌است.